# Halophiloscia guernei
Halophiloscia guernei is een pissebed uit de familie Halophilosciidae. De wetenschappelijke naam van de soort is voor het eerst geldig gepubliceerd in 1887 door Adrien Dollfus.